# Cydalima mysteris
Cydalima mysteris là một loài bướm đêm trong họ Crambidae.